# Chlorotettix scutellatus
Chlorotettix scutellatus är en insektsart som beskrevs av Henry Fairfield Osborn 1918. Chlorotettix scutellatus ingår i släktet Chlorotettix och familjen dvärgstritar. Inga underarter finns listade i Catalogue of Life.